# Almindelig trompetkrone
Almindelig trompetkrone (Catalpa bignonioides) er et mellemstort, løvfældende træ med en lav, ret tyk stamme og en bred, kuplet krone. 

## Beskrivelse
Barken er først gråbrun, men ret hurtigt bliver den rødbrun og fint skællet. Til sidst er den grå og furet med lave kamme. Knopperne sidder modsat på svage skud, men tre i krans på de kraftige. De er små og orangebrune. Endeknopperne udvikles ikke.
Bladene er ægformede med hel rand og kort spids. Efter danske forhold er de usædvanligt store. 
Blomstringen sker i juli, hvor de hvide blomster sidder samlet i kegleformede toppe. Frugterne er bønnelignende og først grønne, men ved modenhed brune. Det er dog sjældent, at danske sensomre er varme nok til ordentlig modning af frugterne.
Rodnettet er hjerteformet med tykke rødder og forholdsvist få finrødder. Unge træer fryser kraftigt tilbage på de dårligt afmodnede skud.
Højde x bredde og årlig tilvækst: 15 × 10 m (35 × 30 cm/år). 

## Hjemsted
Almindelig trompetkrone hører hjemme i det østlige USA, hvor den vokser langs floderne på fugtig og mineralrig bund sammen med bl.a. amerikansk troldnød, bredbladet kalmia, canadisk skarntydegran, fembladet vildvin, flodbredvin, hvid hickory, konvalbusk, præriefodblad, rød druemunke, rødløn, storfrugtet blåbær, sukkerbirk, virginsk ambratræ og virginsk rose.